# Copernicium
Copernicium (tidigare preliminärt namn: Ununbium) är ett grundämne i det periodiska systemet som har det kemiska tecknet Cn och atomnummer 112. Cn är ett av de supertunga grundämnena och atomen sönderfaller genom utsändandet av alfapartiklar. Den mest långlivade isotopen, 285Cn, har en halveringstid på ungefär 30 s.

## Historik
Cn framställdes första gången den 9 februari 1996 av Gesellschaft für Schwerionenforschung (GSI) i Darmstadt, Tyskland. Detta skedde genom fusion av zink och bly, där zinknuklider accelererades in i bly med en jonaccelerator.

### Namngivning

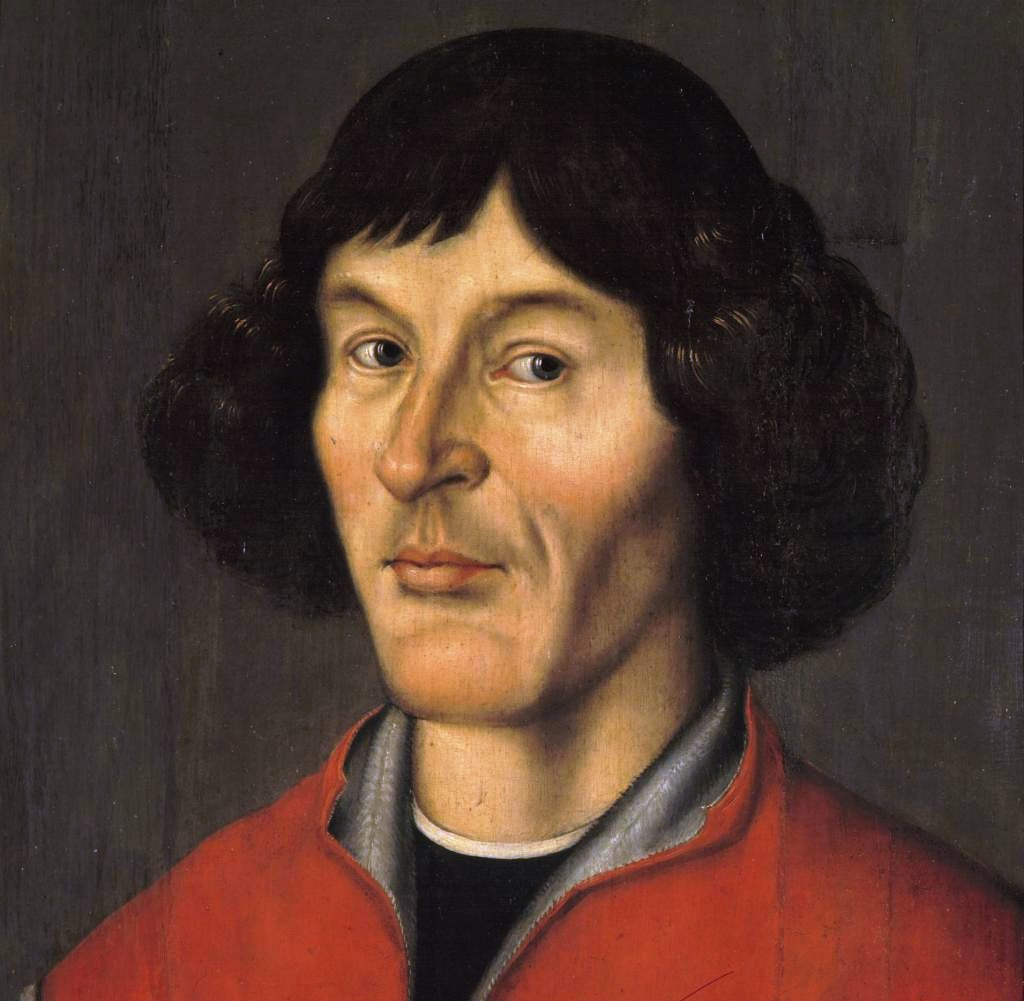
Copernicium namngavs efter Nicolas Copernicus, som var den som formulerade den heliocentriska modellen där planeterna kretsar kring solen.

Grundämnet kallades temporärt ununbium, som är latin för "ett-ett-två-ium". Namnet Copernicium föreslogs av den grupp forskare som först lyckades syntetisera ämnet. Forskargruppen föreslog förkortningen Cp, men den preliminära IUPAC-rekommendationen konstaterade att detta skulle kollidera med en alternativ beteckning för lutetium, som fram till 1949 också kunde benämnas cassiopeium. Efter att ärendet hade beretts sedan år 2005, antogs namnet Copernicium och beteckningen Cn slutligen den 19 februari 2010, Nicolaus Copernicus födelsedag.
Vid användning av Mendelejevs nomenklatur för okända ämnen kallas copernicium eka-kvicksilver.

## Isotoper
Copernicium har inga stabila eller naturligt förekommande isotoper. Ett flertal radioaktiva isotoper har däremot framställts i laboratorium. Hittills har sju stycken olika isotoper observerats, därtill har även en metastabil isomer inrapporterats.